# Oscar Bergström
Oscar Bergström, född 18 juli 1874 i Stockholm, död 14 november  1931 på samma plats, var en svensk opera- och operettsångare (basbaryton) och skådespelare. Han var bror till konstnären Alfred Bergström.

## Biografi

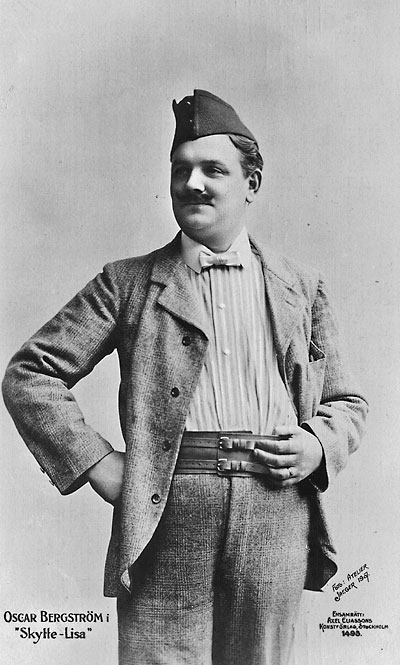
Oscar Bergström som Blasius i operetten Skytte-Lisa på Oscarsteatern 1907.

Bergström studerade sång för Ivar Christian Hallström och debuterade som Lothario i Mignon på Kungliga teatern 1896, där han var anställd 1897–1899. Han övergick sedan till operetten och engagerades av Albert Ranft 1899, och blev kvar hos honom till 1912. Därefter hade han uteslutande gästspelsengagemang.
Han medverkade på vad som räknas som den första grammofoninspelningen för en svensk publik. I Berlin i augusti 1899 sjöng Oscar Bergströms terzett (tre sångare) in bland annat folkvisan Till Österland vill jag fara. I början av 1920-talet medverkade han i sångtrion Tre trallande pojkar.
Han gifte sig 1901 på restaurang Riche i Stockholm  med Svea Karolina Lundh, och var far till sångarna Gösta Bergström och Ivar Hallbäck.

## Teater

### Roller (ej komplett)
| År   | Roll                         | Produktion                                                               | Regi                 | Teater            |
| ---- | ---------------------------- | ------------------------------------------------------------------------ | -------------------- | ----------------- |
| 1903 |                              | Läderlappen Johann Strauss den yngre, Karl Haffner och Richard Genée     |                      | Vasateatern       |
| 1905 | d'Artagnan                   | d'Artagnan Louis Varney, Paul Verrier och Jules Prével                   |                      | Östermalmsteatern |
| 1905 | John Styx                    | Orfeus i underjorden Jacques Offenbach, Henri Meilhac och Ludovic Halévy |                      | Östermalmsteatern |
| 1906 | Baron Barbacco di Hugghimano | Frihetsbröderna Jacques Offenbach, Henri Meilhac och Ludovic Halévy      |                      | Oscarsteatern     |
| 1907 | Kronow                       | Glada änkan Franz Lehár, Victor Léon och Leo Stein                       | Axel Bosin           | Oscarsteatern     |
| 1907 |                              | Talismanen, eller De bägge rödhåriga Johann Nestroy                      |                      | Oscarsteatern     |
| 1907 |                              | Hoffmans äventyr Jacques Offenbach, Jules Barbier och Michel Carré       | Emil Linden          | Oscarsteatern     |
| 1907 | Blasius                      | Skytte-Lisa Edmund Eysler och Karl Lindau                                |                      | Oscarsteatern     |
| 1907 | MacFarlane                   | Surcouf Robert Planquette och Henri Chivot                               |                      | Oscarsteatern     |
| 1907 |                              | Boccaccio Franz von Suppé, Camillo Walzel och Richard Genée              |                      | Oscarsteatern     |
| 1908 | Doktor Folke                 | Läderlappen Johann Strauss den yngre, Karl Haffner och Richard Genée     |                      | Oscarsteatern     |
| 1909 | Baron Ravicz                 | Fortunas gunstling Karl Gilck                                            | Carl Barcklind       | Oscarsteatern     |
| 1910 | Greve Homonay, överste       | Zigenarbaronen Johann Strauss d.y. och Ignaz Schnitzer                   |                      | Oscarsteatern     |
| 1911 | Menelaus                     | Sköna Helena Jacques Offenbach, Henri Meilhac och Ludovic Halévy         |                      | Oscarsteatern     |
| 1911 | Baumgarten                   | Det stora geniet Edmund Eysler och Felix Dörmann                         | Carl August Söderman | Oscarsteatern     |
| 1912 | Baron Barbacco di Huggimano  | Frihetsbröderna Jacques Offenbach, Henri Meilhac och Ludovic Halévy      | Albert Ranft         | Oscarsteatern     |

- Mignon (Lothario)
- Philemon och Baucis (Vulkanus)
- Per Svinaherde (Hans)

## Diskografi
- Gramophone 1899 : the first Gramophone recordings in Sweden. CD. Sterling CDB 1700-2, CDB 1701-2. 2006. – Innehåll:  20. Porterlied ur Martha = Lasst mich euch fragen (Flotow) ; 21. Stjärnklart (Josephson) ; 22. Min sång (Hallström) ; 23. Jag är ung (Hallström) ; 24. Jätten (Wennerberg, Tegnér) ; 31. Afsked (Wennerberg) ; 33. Hvita rosor (Körling, Melin) ; 47. Ädla skuggor, vördade fäder = Gustaf Wasa. Gustafs hymn (Naumann, Kellgren) ; 49. Mandom, mod och morske män (Dybeck) ; Tänker du att jag förlorade är (traditionell) ; 61. Slummersång = Lotharios vaggsång (Ur: Mignon) (Ambroise, Hedberg) ; 64. Mina lefvnadstimmar stupa (Gustav, prins av Sverige, 1827–1852, Wallin).

## Filmografi
- 1924 – Gösta Berlings saga
- 1925 – Två konungar
- 1930 – Charlotte Löwensköld